# Comuna de Cewice
Cewice (polaco: Gmina Cewice) é uma gminy (comuna) na Polónia, na voivodia de Pomerânia e no condado de Lęborski. A sede do condado é a cidade de Cewice.
De acordo com os censos de 2004, a comuna tem 6995 habitantes, com uma densidade 37,2 hab/km².

## Área
Estende-se por uma área de 187,86 km², incluindo:
- área agricola: 31%
- área florestal: 59%

## Demografia
Dados de 30 de Junho 2004:
|                      | Total   | Total | Mulheres | Mulheres | Homens  | Homens |
| -------------------- | ------- | ----- | -------- | -------- | ------- | ------ |
|                      | pessoas | %     | pessoas  | %        | pessoas | %      |
| População            | 6995    | 100   | 3425     | 49       | 3570    | 51     |
| Densidade (pop./km²) | 37,2    | 100   | 18,2     | 18,2     | 19      | 19     |

De acordo com dados de 2002, o rendimento médio per capita ascendia a 1666,46 zł.

## Comunas vizinhas
- Czarna Dąbrówka, Lębork, Linia, Łęczyce, Nowa Wieś Lęborska, Potęgowo, Sierakowice